# 竹田本社

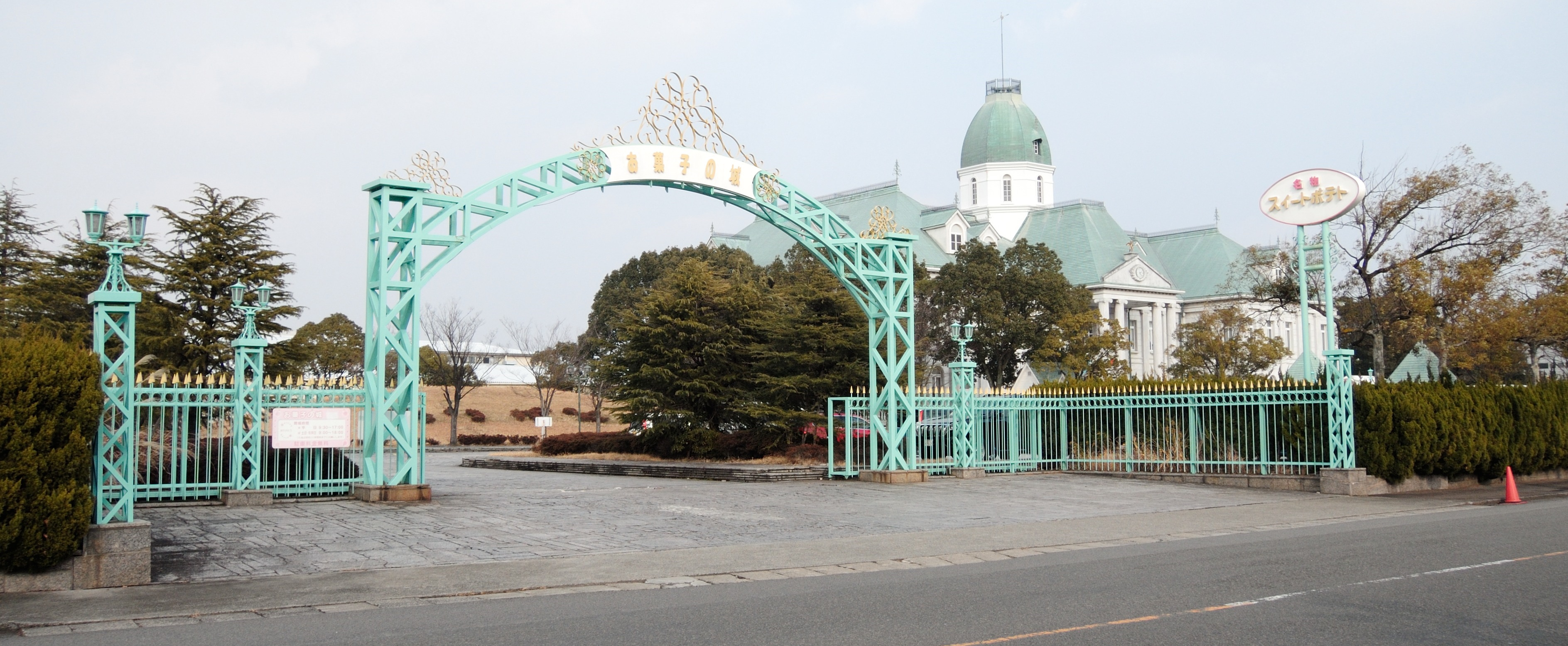
お菓子の城（製菓事業部・工場）

竹田本社株式会社（たけだほんしゃ、Takedahonsha Co., Ltd. ）は、愛知県名古屋市に本社を置く企業である。製菓事業部を犬山市に置いている。

## 歴史
1952年（昭和27年）、竹田和平によって竹田製菓株式会社が設立された。
菓子類製造の他、お菓子のテーマパークである「お菓子の城」の運営を行なっている。かつては、愛知県西春日井郡豊山町と岐阜県大垣市でボウリング場を経営していた。中部日本放送（CBC）の大株主でもある。本業である菓子製造業のほかに純金の販売も行っている。

## 特色
竹田和平は1988年（昭和63年）に香川県の金刀比羅宮でスピリチュアルな体験をし、金刀比羅宮に純金4kgを用いた恵比寿像を奉納したこともある。竹田本社の製造工場内では、竹田和平の提唱する「まろわ講」の理念により、商品に感謝の波動 (オカルト)を伝えるために「ありがとう」と録音された子供の声が24時間連続で流され、その数は商品が出荷されるまでに約100万回に及ぶ。

## 主な製品
- タマゴボーロ
- 麦ふぁ〜

## 事業所
- お菓子の城（製菓事業部） - 愛知県犬山市新川1-11
- 純金百尊家宝館（本社事務所） - 愛知県名古屋市西区大野木2-1

## その他
竹田製菓の創業者の竹田和平は、日本有数の個人投資家、個人株主として有名であり、しばしば雑誌、テレビ等で取り上げられていた。